# Estación de Gorg

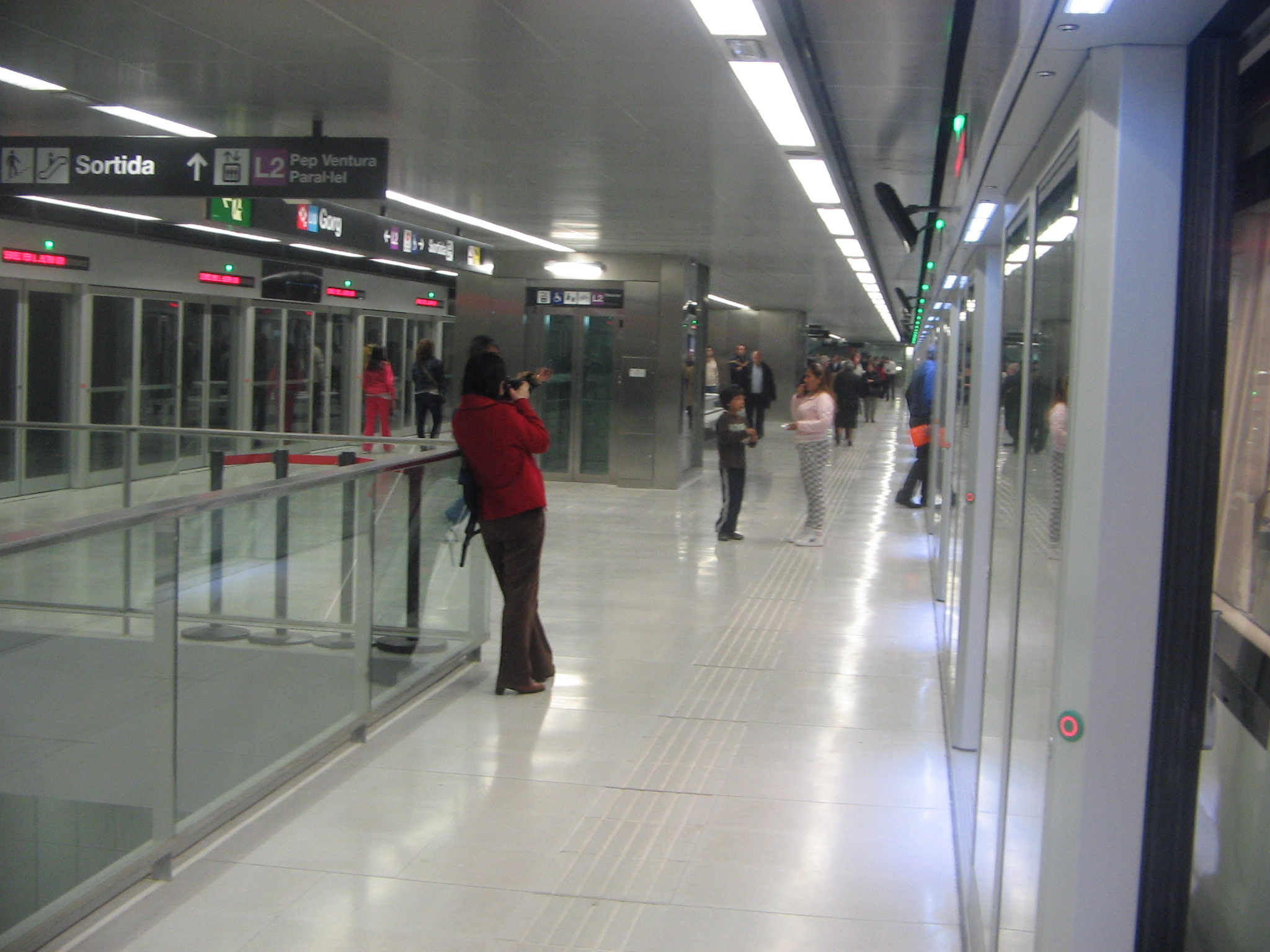
Andén de la L10.

Gorg es un intercambiador ferroviario que enlaza las líneas 2 y 10 del metro de Barcelona con el Trambesòs (T5). Se encuentra situado en la Av. del Marquès de Mont-roig en el barrio de Gorg de Badalona, cerca del pabellón olímpico de Badalona.
La estación del metro está debajo de esta avenida y se inauguró en 1985 como prolongamiento de la línea 4 de metro desde la Pau hasta Pep Ventura, hasta que en 2002 se traspasó este tramo a la línea 2. Cinco años más tarde, el 8 de septiembre de 2007 se inauguró la parada del Tram de la línea T5, y al año siguiente llegó la T6, que prestó servicio hasta el 20 de febrero de 2012, que fue desviada hacia la estación de Sant Adrià de Besòs, hasta el día de hoy.
El día 18 de abril de 2010 se inauguró la L10 entre Gorg y Bon Pastor, el segundo tramo de la L9/L10 en ponerse en servicio.

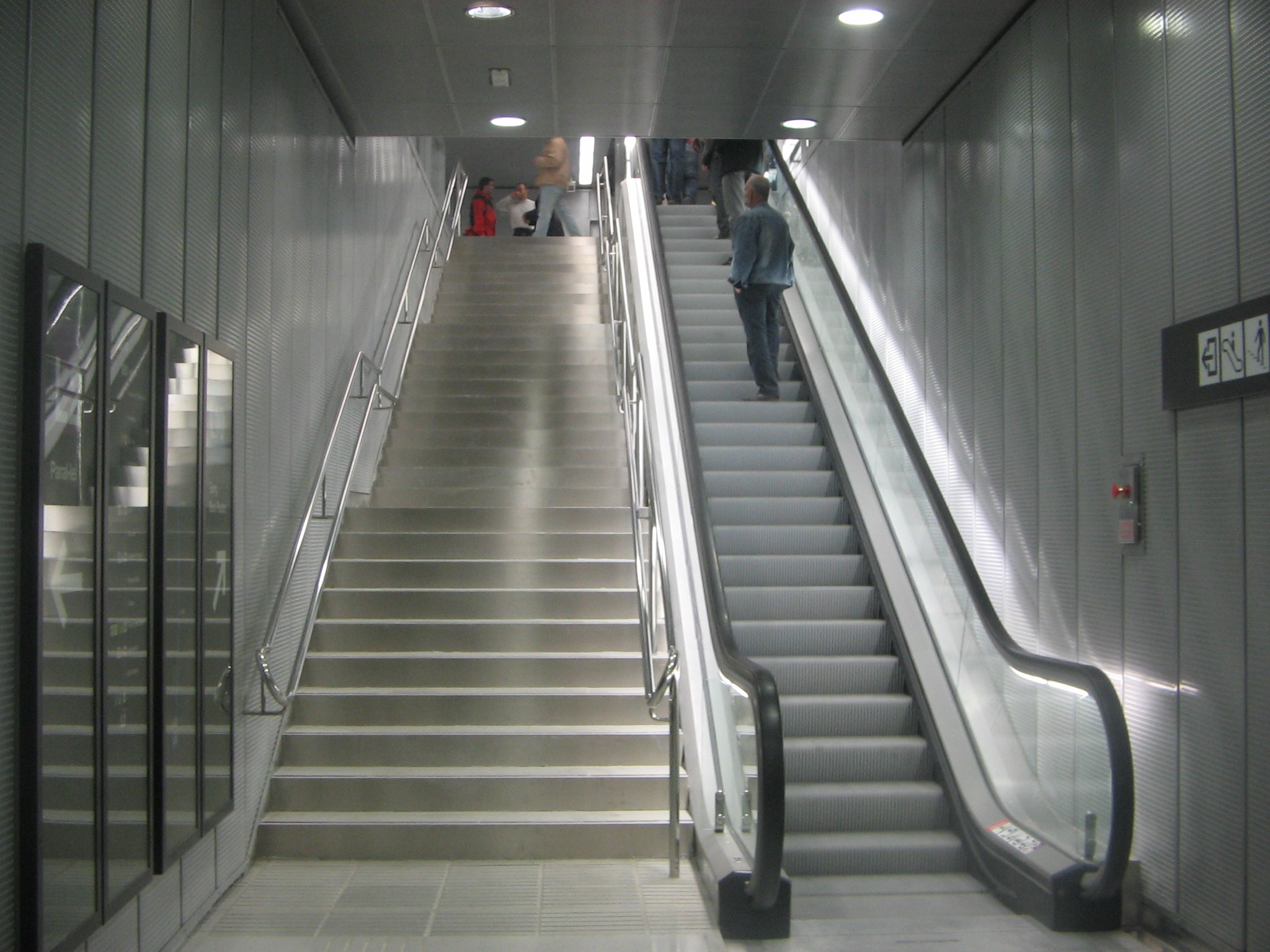
Acceso al andén de la L10, desde la L2.

| << cabecera                 | < estación | línea | estación >  | cabecera >>           |
| --------------------------- | ---------- | ----- | ----------- | --------------------- |
| Metro                       |            |       |             |                       |
| Paral·lel                   | Sant Roc   |       | Pep Ventura | Badalona Pompeu Fabra |
| La Sagrera Pratenc (20??)   | La Salut   |       | terminal    | terminal              |
| Trambesòs                   |            |       |             |                       |
| Ciutadella \| Vila Olímpica | Sant Roc   |       | terminal    | terminal              |